# Birds in the Storm
Albums de AaRON
Artificial Animals Riding on Neverland
(2007) Waves from the Road
(2011)
Singles
1. Rise[1]
Sortie : 16 octobre 2010
2. Seeds of Gold[2]
Sortie : 16 octobre 2010
3. Arm Your Eyes
Sortie : 16 avril 2011
4. Tomorrow Morning[3]
Sortie : 12 septembre 2011

Birds in the Storm est le deuxième album du groupe de pop français AaRON, publié le 4 octobre 2010 par Cinq 7 et Wagram Music.
Quatre singles sont extraits de l'album : Rise, Seeds of Gold, Arm Your Eyes et Tomorrow Morning. Il atteint la 6e place du classement des albums en France et est disque d'or.
L'album est proposé à la vente en deux versions : une première avec boîtier cristal et emballage carton, et une seconde au format digipack. Cette dernière version, en plus de proposer un livret contenant des manuscrits des paroles des chansons, contient deux pistes supplémentaires, pour un total de douze pistes.

## Liste des chansons
Toute la musique est composée par AaRON.
| No  | Titre                                    | Durée |
| --- | ---------------------------------------- | ----- |
| 1.  | Ludlow L                                 | 4:05  |
| 2.  | Rise                                     | 3:21  |
| 3.  | Seeds Of Gold                            | 3:18  |
| 4.  | Waiting For The Wind To Come             | 2:32  |
| 5.  | Inner Streets                            | 3:42  |
| 6.  | Song For Ever                            | 3:55  |
| 7.  | Arm Your Eyes                            | 4:08  |
| 8.  | Birds In The Storm                       | 3:57  |
| 9.  | The Lame Souls                           | 3:37  |
| 10. | A Thousand Wars                          | 3:44  |
| 11. | Passengers                               | 4:42  |
| 12. | Embers                                   | 4:26  |
| 13. | Inner Streets (2nd Street) [Bonus Track] | 3:44  |